# Heterophrynus
Heterophrynus (лат.) — род паукообразных из семейства Phrynidae, описанный британским арахнологом Реджиналдом Иннесом Поукоком в 1894 году.

## Описание
Крупные паукообразные с удлиненными конечностями. При длине тела около 30 мм, сильно удлиненные антеннообразные ноги могут достигать максимального размаха почти 60 см. На вертлуге педипальп имеется ретровентральный отросток, который рассматривается как синапоморфный  признак для этого рода.  Встречаются преимущественно на крупных стволах деревьев, оврагах и на валунах. Активны в ночное время.

## Ареал
Распространены преимущественно в Южной Америке.

## Классификация
В род включают 16 видов:
- Heterophrynus alces Pocock, 1902
- Heterophrynus armiger Pocock, 1902
- Heterophrynus batesii Butler, 1873
- Heterophrynus boterorum Giupponi & Kury, 2013
- Heterophrynus caribensis Armas, Torres-Contreras & Alvarez Garcia, 201
- Heterophrynus cervinus Pocock, 1894
- Heterophrynus cheiracanthus Gervais, 1842typus
- Heterophrynus elaphus Pocock, 1903
- Heterophrynus gorgo Wood, 1869
- Heterophrynus guacharo de Armas, 2015
- Heterophrynus longicornis Butler, 1873
- Heterophrynus pumilio C.L. Koch, 1840
- Heterophrynus seriatus Mello-Leitão, 1940
- Heterophrynus silviae Giupponi & Kury, 2013
- Heterophrynus vesanicus Mello-Leitão, 1931
- Heterophrynus yarigui Alvarez Garcia, de Armas & Diaz Perez, 2015